# Christoph Brudi

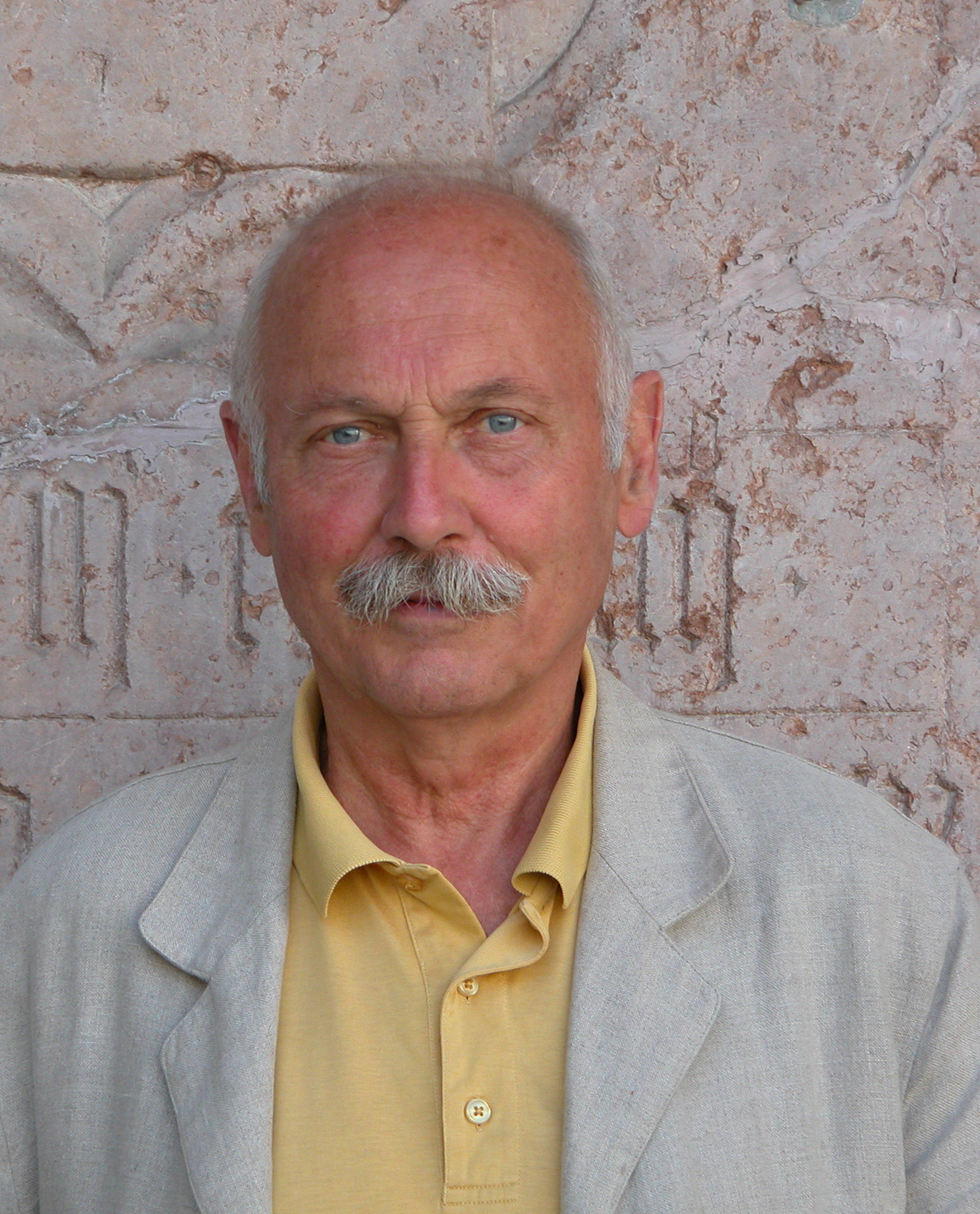
Christoph Brudi, 2005

Christoph Friedrich Brudi (* 9. Juli 1938 in München; † 19. Februar 2019) war ein deutscher Maler, Grafiker und Hochschulprofessor.

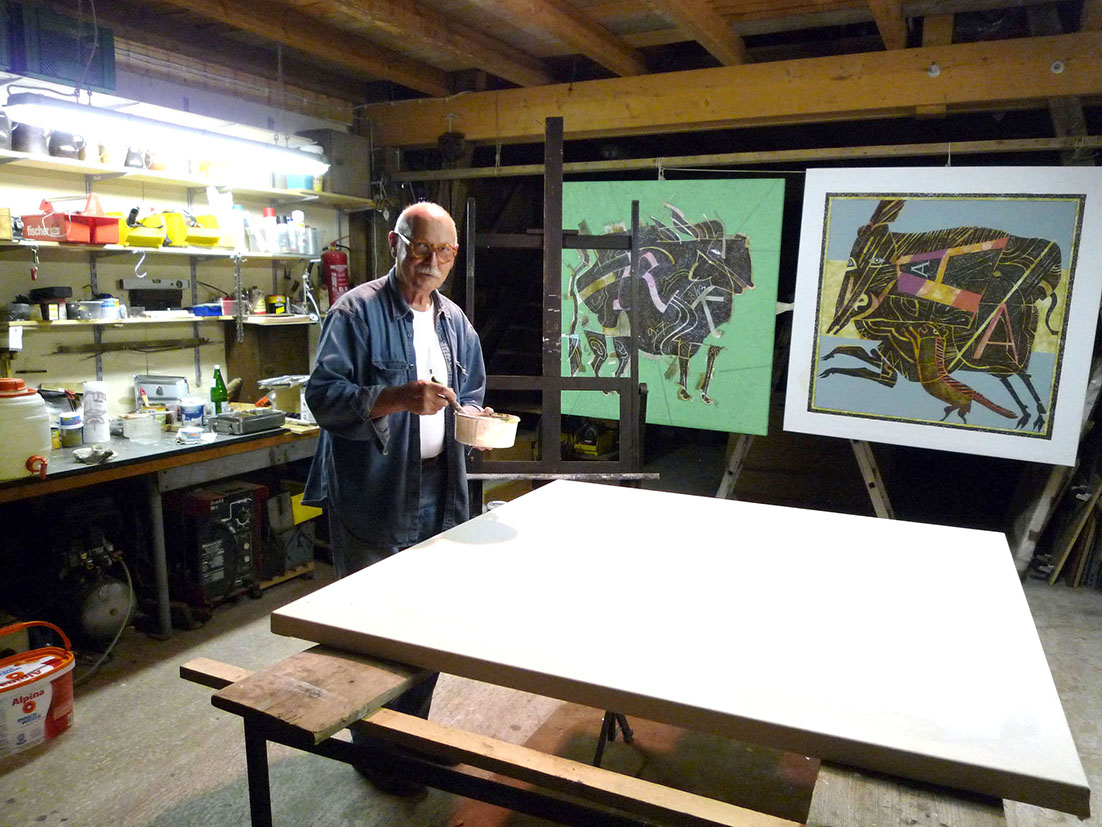
Christoph Brudi, 2013

## Leben
Christoph Brudi war der Sohn von  Walter Brudi, Professor für Buchgraphik und Typografie an der Staatlichen Akademie der Bildenden Künste Stuttgart. Er absolvierte ab 1955 eine Ausbildung zum Grafiker an der Höheren Grafischen Fachschule der Stadt Stuttgart, wechselte 1959 zum Studium bei Gerhard Gollwitzer an die Staatliche Akademie der Bildenden Künste Stuttgart, um ab 1959 an der Akademie der Bildenden Künste München bei Erich Glette zu studieren. Seine Studien rundete er bei Gunter Böhmer an der Staatlichen Akademie der Bildenden Künste Stuttgart ab.
1961 ließ sich Brudi in Stuttgart als freischaffender Maler und Graphiker nieder. Ab 1965 war er als „Künstlerisch-Technischer Lehrer für Graphik“ an der Staatlichen Akademie der Bildenden Künste Stuttgart tätig. Die Akademie berief ihn 1980 als Professor für das Studienfach „Illustrative- bildhafte Graphik“. Dort wurde er zum Mitbegründer des Instituts für Buchgestaltung. 
An seinem neuen Wohnort Roßwag gründete er zusammen mit seiner Frau Heide Brudi die „Roßwager Kupferdruckerei“, eine Druckwerkstatt mit Galerie. Gastprofessuren führten ihn 1989 an die Eastern Oregon University in den USA, 2004 an die LuXun Academie of Fine Arts in Shenyang (China) sowie 2005 nach Indien an das Radjastan College of fine Arts in Jaipur und an die Rabindra Bharati University in Kalkutta.
Seine Lehrtätigkeit an der Akademie Stuttgart wurde 1997 durch ein Forschungssemester im italienischen Arezzo unterbrochen.
2008 kuratierte Brudi zusammen mit seiner Frau Heide eine Ausstellung in der Württembergischen Landesbibliothek Stuttgart unter dem Titel „Walter Brudi, Buch Schrift Graphik Malerei“.
Brudi illustrierte zahlreiche Bücher.

## Galerie

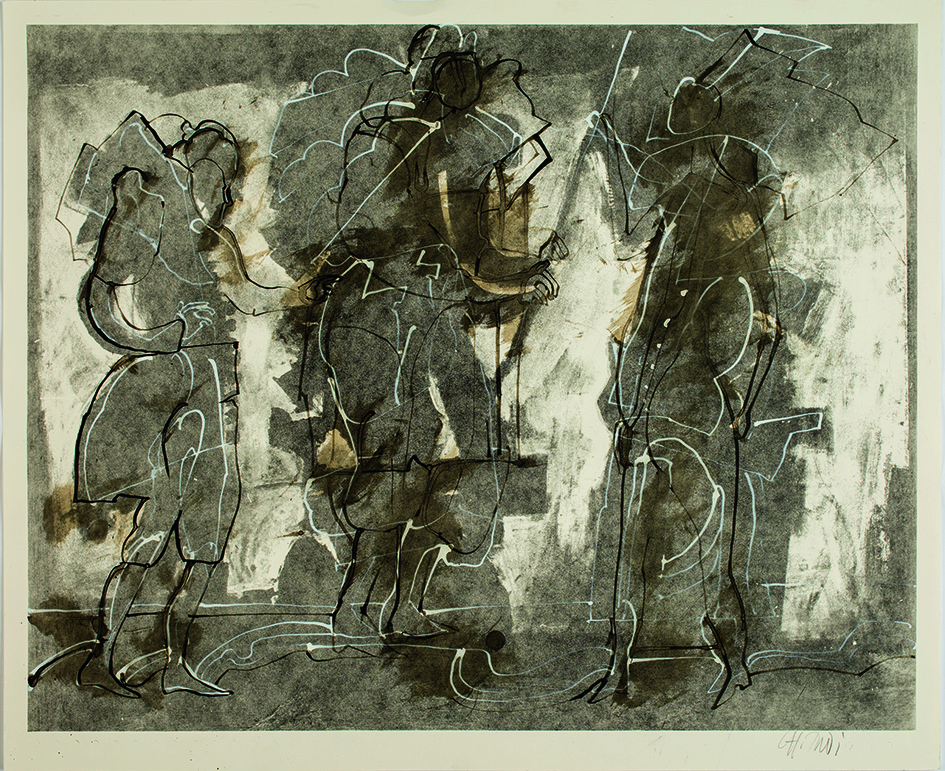
„Heimkehr“, Tusche, Sepia, 1986
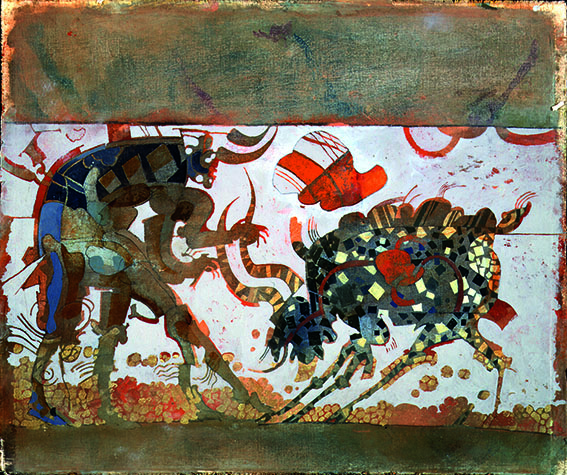
„Zweier Motiv“, 1997
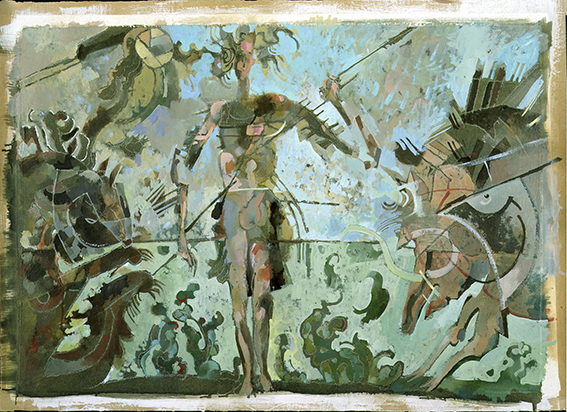
„Ankunft des Lug“, 1998, Öl auf Canvas
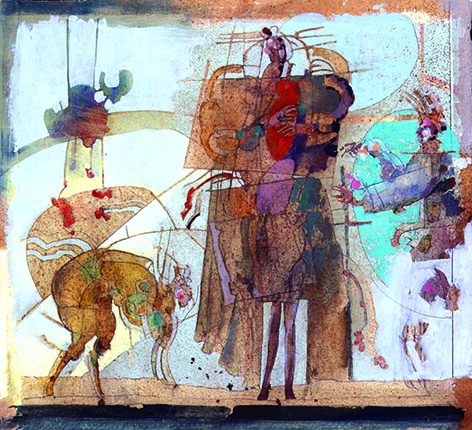
„Kleiner Kotau“, 1998, Öl auf Canvas
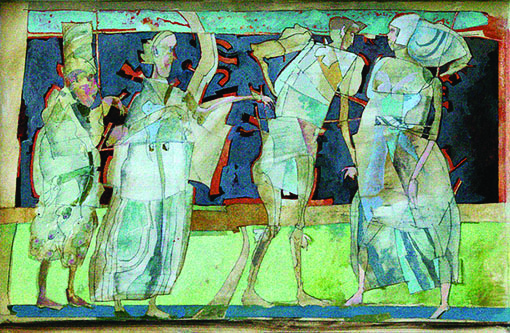
„Begine“, 2013, Öl auf Canvas

## Illustrationen
- Wohnwagenblätter. Kassette, Selbstverlag, München 1959.
- Schwabinger Blätter. Gedichte, Radierungen, München 1960.
- Erlegung des Minotaurus. Verlag A. Aaron, Basel 1962.
- Russische Erzählungen des XX. Jahrhunderts. Verlag der Druckspiegel, Stuttgart 1963.
- Ostpreußische Märchen. E. Weidinger Presse, Berlin 1964.
- Paul Gallico: Das furchtbare Geheimnis des Monsieur Bonneval. Sigbert Mohn Verlag, Gütersloh 1965.
- Sprichwörter sind die Weisheiten der Strassen. Institut für Buchgestaltung, Stuttgart 1965.
- Die Sprichwortspelunke. Sigbert Mohn Verlag, Gütersloh 1967.
- Josef Eberle: Ars Fumatoria. Institut für Buchgestaltung, Stuttgart 1972.
- Schwäbische Curios. RWV-Verlag, Tübingen 1974, ISBN 3-8052-0229-6.
- Schwäbische Wünschelrutengänge. RWV-Verlag, Tübingen 1976, ISBN 3-8052-0258-X.
- Theodor Haering: Der Mond braust durch das Neckartal. RWV-Verlag, Tübingen 1977, ISBN 3-8052-0281-4.
- Umschlaggestaltungen für den Elster Verlag, Baden-Baden 1985–1994.

## Ausstellungen
- 1962: Galerie Arion, München
- 1971: Stadthalle Göppingen
- 1980: Kunstmesse Ludwigsburg
- 1982/1986: InterArt, Stuttgart
- 1987: Landratsamt, Waiblingen
- 1989: Universität La Grande, USA
- 1991: InterArt, Stuttgart
- 1996: Melanchtonausstellung, Wittenberg
- 1998: Keltische Fundstücke. Galerie InterArt
- 1999: Galerie Filderstadt
- 2000: Kunstverein, Fellbach
- 2005: Schloss Kaltenstein, Vaihingen/Enz
- 2005: Galerie Dr. Fuhrmann
- 2006: Kunstverein, Budapest
- 2009: Schwerpunktgalerie Stuttgart-Feuerbach
- 2010: Galerie Chateau, Saint-Auvent
- 2013: Figurale Imaginationen. Kunstverein, Bretten[5]
- 2015: Bilder von großer Lebendigkeit. Mannlichhaus, Zweibrücken[6]
- 2017: Kunstverein, Bretten